# Robert Jannasch
Robert Jannasch (* 30. April 1845 in Köthen, Fürstentum Anhalt-Köthen; † 25. April 1919 in Berlin) war ein deutscher Jurist, Statistiker und Nationalökonom.

## Leben und Wirken
Der Vater Robert Jannasch war Regierungsadvokat, Bürgermeister in Köthen seit 1848 und Vizepräsident des ersten Landtages in Anhalt-Köthen.
Robert Jannasch studierte zuerst in Leipzig Naturwissenschaften, dann seit 1864 in Heidelberg, Bonn und Berlin Jurisprudenz und Staatswissenschaft. 1867/68 unternahm er Reisen nach Italien, Frankreich und England. 1869 habilitierte er sich in Basel im Alter von 24 Jahren.
Seit 1871 war Robert Jannasch Professor für Nationalökonomie und Agrarrecht an der Landwirtschaftlichen Akademie Proskau in Schlesien. 1874 wurde er Direktor des Statistischen Amtes in Dresden, seit 1877 war er Mitglied des königlichen statistischen Büros in Berlin.
1878 gründete Robert Jannasch mit Freunden den Centralverein für Handelsgeographie und Förderung deutscher Interessen im Auslande. Dieser strebte die Bildung von deutschen Kolonien und Handelsstützpunkten in außereuropäischen Gebieten aus wirtschaftlichen Gründen an. 1884 beendete er deshalb seine sonstigen statistischen Tätigkeiten.
1886 unternahm er eine Expeditionsreise an die Westküste Afrikas. Nach einem Schiffbruch musste er sich dort zeitweise in Gefangenschaft begeben. Als ein Ergebnis seiner Reise wurde später eine regelmäßige Schiffsverbindung zwischen Hamburg und Marokko hergestellt.
1904 unternahm Robert Jannasch eine Reise nach Südbrasilien, das seiner Meinung nach besonders gut für deutsche Kolonisten geeignet war. Er erkundete die Geographie und fertigte Karten einiger Gebiete an.
Von 1904 bis 1906 war er Dozent für Nationalökonomie (Volkswirtschaftslehre) an der Bergakademie Berlin.
Während des Ersten Weltkrieges plädierte Robert Jannasch für eine siegreiche Weiterführung, während seine französische Frau und seine Tochter Alice (Lilly) sich aktiv für eine schnellstmögliche Beendigung im Bund Neues Vaterland einsetzten.
Prof. Dr. jur. et rer. Robert Jannasch starb 1919.

## Publikationen (Auswahl)
Robert Jannasch verfasste Publikationen zu statistischen, ökonomischen und kolonialpolitischen Themen und fertigte mehrere geographische Karten an.
Schriften
- Abhandlungen über Nationalökonomie und Statistik, Basel 1869
- Die Trades-Unions oder Gewerkvereine, Basel 1871
- Der Musterschutz und die Gewerbepolitik des Deutschen Reiches, Berlin 1873
- Der Markenschutz, Berlin 1873
- Die europäische Baumwollenindustrie, Berlin 1882
- Kolonien, Kolonialpolitik und Auswanderung, Leipzig 1885; mit Wilhelm Roscher, als 3. Aufl. von dessen »Kolonien«
- Die deutsche Handelsexpedition 1886, Berlin 1887; über seine Expeditionsreise an die Westküste Afrikas
- Ratschläge für Auswanderer nach Brasilien, 4. Aufl., Berlin 1898
  - Ratschläge für Auswanderer nach Südbrasilien , auf Veranlassung des Central-Vereins für Handelsgeographie und Förderung deutscher Interessen im Auslande zu Berlin, 5., umgearbeitete und vermehrte Auflage, Central-Verein für Handelsgeographie, Berlin, 1913
- Mitteilungen über industrielle Unternehmungen in Siebenbürgen, Krafft, Hermannstadt, 1900 (auch als vertrauliches Manuskript)
- Berlins Großindustrie, Paul Hirschfeld, Berlin 1901
- Die kaufmännische Bildungsfrage, Martin & Jonske, Berlin 1903
- Die Wege und Entfernungen zur See im Weltverkehr, Verlag des "Export", Berlin 1904
- Land und Leute von Rio Grande do Sul. Vortrag, gehalten am 5. April 1905 in der Gesellschaft für Erdkunde zu Leipzig, Friese, Leipzig 1905
- Argentinien als Wirtschafts- und Auswanderungsgebiet. Deutscher Kolonialkingreß zu Berlin [um 1905/06]
- Statistik sämtlicher Länder der Erde, enthaltend die Angaben über geographische Lage, Flächeninhalt in qkm., Einwohnerzahl überhaupt und auf 1 qkm, Eisenbahnen, Telegraphen, Postämter, Handels- und Kriegsflotte, Gewichte, Längen- und Flächenmasse, Hohlmasse, Landesmünzen, Aussenhandel u.s.f.; mit einer Entfernungskarte für den Weltseeverkehr, Export, Berlin, 1914
- Warum die Deutschen im Auslande unbeliebt sind, (im Auftrage des Centralvereins für Handelsgeographie und Förderung deutscher Interessen im Auslande), Verlag des "Export", Berlin,   1915, zwei Auflagen, Verteidigungsschrift für die deutsche Kriegspolitik
- Was tut dem deutschen Exporthandel nach dem Kriege not? 1915
- Zur Weltwirtschaft hinauf! 1916
- Deutschlands schlimmster Feind im Weltkriege (= Schützengraben-Bücher für das deutsche Volk, 87), Siegismund, Berlin 1918

Karten
- Südbrasilien (1: 2,000,000)
- Spezialkarte von Santa Catharina, Rio Grande do Sul und Uruguay, 1907. Leopold Kraatz, Berlin 1907
- Santa Catharina und Parana (1: 1,000,000)
- Telegraphenkarte für den Weltverkehr, Berlin 1901